# Galaxie de Seyfert

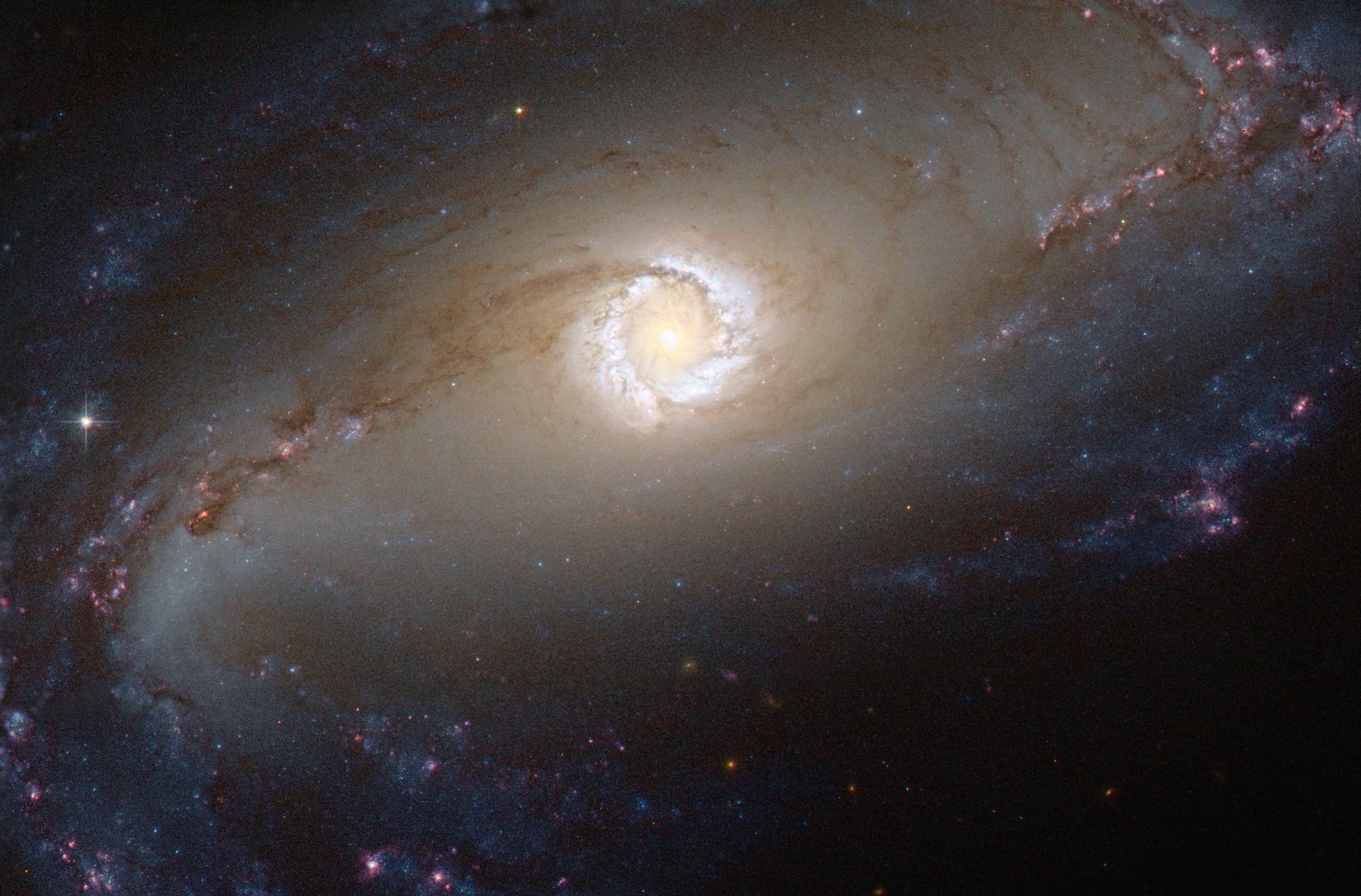
NGC 1097, vue prise par Hubble. Cette galaxie de Seyfert contient en son centre un trou noir supermassif de 100 millions de masses solaires.

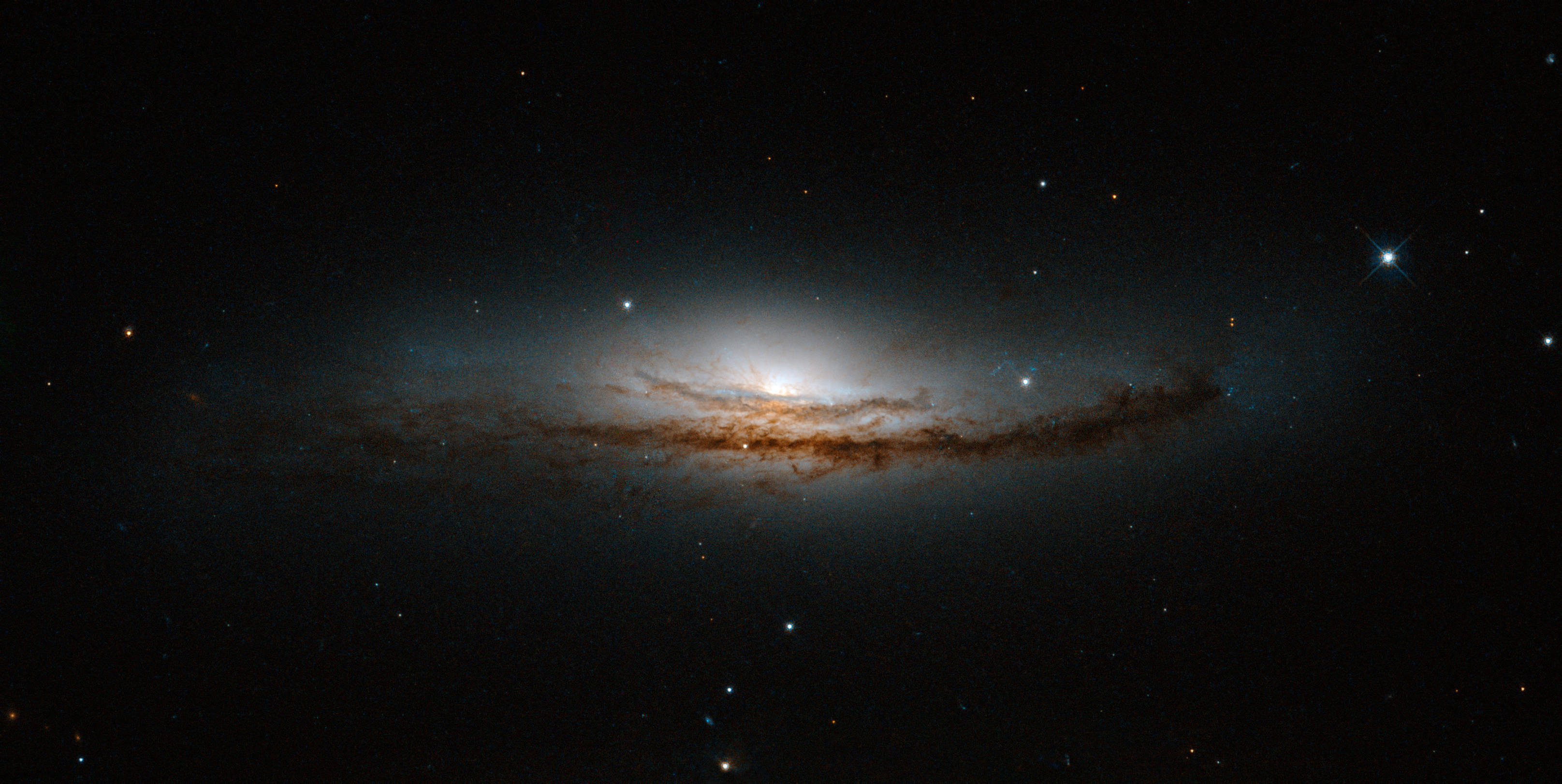
NGC 5793 est une galaxie de Seyfert située à plus de 150 millions d'années-lumière dans la constellation de la Balance.

Les galaxies de Seyfert sont des galaxies spirales caractérisées par un noyau extrêmement brillant et compact. D'une brillance de surface très élevée, leur noyau représente l'une des plus grandes sources de rayonnement électromagnétique connues de l'Univers, possiblement liée au trou noir supermassif en leur centre. Ces galaxies présentent des émissions fortes dans les domaines radio, ultraviolet, infrarouge et rayons X du spectre électromagnétique. Elles représenteraient plus de 5 % de l'ensemble des galaxies de l'univers observable.
Elles forment un des deux groupes importants de galaxies actives, l'autre groupe étant les quasars. Elles ont été nommées d'après Carl Seyfert, qui a étudié ces objets au cours des années 1940.

## Découverte

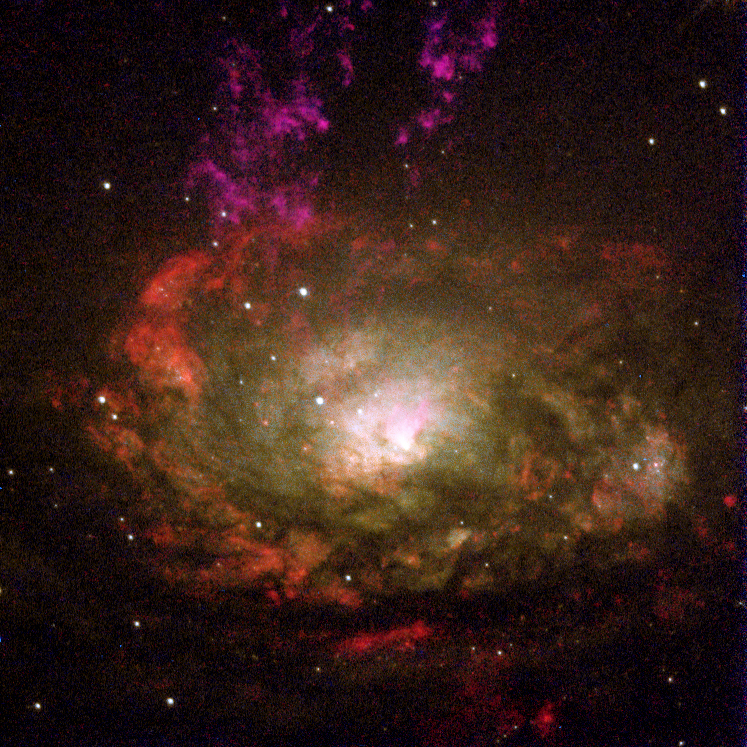
La galaxie du Compas, une galaxie de Seyfert de type II.

Les galaxies de Seyfert ont été observées pour la première fois en 1908 à l'observatoire Lick par Edward A. Fath et Vesto Slipher. Ces derniers voulaient observer le spectre lumineux d'objets astronomiques qu'ils croyaient être des « nébuleuses spirales » à l'époque. Lors de leurs observations, ils ont remarqué que NGC 1068 émet six raies d'émission brillantes, ce qui était inhabituel car la plupart des objets astronomiques observés auparavant présentaient un spectre d'absorption semblable aux étoiles.
En 1926, Edwin Hubble observe les raies d'émission de M77 et de deux autres « nébuleuses » semblables. Il les classe dans la catégorie des objets extragalactiques. En 1943, Carl Keenan Seyfert découvre d'autres galaxies similaires à NGC 1068 et indique que ces galaxies ont un noyau galactique très brillant et que celui-ci produit de larges raies d'émission.
Vers la fin des années 1950, d'autres caractéristiques sont découvertes sur les galaxies de Seyfert, entre autres que leur noyau est extrêmement compact, inférieur à 100 parsecs (pc) en taille, et d'une masse très élevée (≈109±1 masses solaires), et que la durée de leur pic d'émission nucléaire est relativement court (>108 années).
Les recherches se poursuivent au cours des années 1960-1970. En mesurant la taille de son noyau, des scientifiques découvrent que les raies d'émission dans NGC 1068 sont produites dans une région étendues sur mille années-lumière (a.l.) environ, ce qui est très petit comparativement au diamètre de la galaxie entière. À l'époque, il est difficile d'estimer les distances et âges des galaxies de Seyfert, car la brillance de leur noyau varie sur une échelle de temps de quelques mois et même quelques jours seulement. En d'autres termes, on ne peut pas nécessairement déterminer leur âge en mesurant leur brillance et le temps parcouru par la lumière pour parvenir à la Terre.
A la même période, en 1967, Benjamin Markarian, en collaboration avec Lipovestsky, étudie les galaxies ayant une forte émission dans l'ultraviolet. Le catalogue de Markarian contient environ 500 galaxies, dont plusieurs galaxies de Seyfert,.
En 1977, on constate que peu de galaxies de Seyfert sont elliptiques et que la plupart d'entre elles sont des galaxies spirales. De plus, on observe que les galaxies de Seyfert se retrouvent souvent en interaction. Par la suite, l'analyse des données spectrophotométriques sur les galaxies de Seyfert permet de déduire que tous les spectres de Seyfert ne se ressemblent pas. Elles ont donc été classées en fonction des caractéristiques de leur spectre d'émission.

## Caractéristiques
En astronomie, une galaxie active est une galaxie abritant un noyau supermassif en son centre entouré d'un bulbe galactique. Ce noyau est une portion compacte au centre de la galaxie qui est beaucoup plus lumineuse que l'ensemble de la galaxie dans une partie ou dans l'ensemble du spectre. Ce sont les plus grandes sources de radiation électromagnétique de l'Univers[réf. souhaitée]. Selon leur type, la fréquence de luminosité d'une galaxie active peut varier de quelques heures à quelques années. De plus, ce noyau est entouré d'un disque de matière, le disque d'accrétion, qui peut, notamment, masquer en partie la pleine luminosité du noyau. Les différents types de galaxies actives s'expliqueraient simplement par les différentes orientations qu'elles ont par rapport à la Terre. Ainsi, puisque ces galaxies possèdent d'importants nuages de gaz et de poussières, l'angle avec laquelle elles sont observées influence considérablement le spectre d'émission. 
De plus, les galaxies actives possèdent différentes régions d'émission. En effet, il y a deux zones principales, toutes deux situées dans le disque d'accrétion et ayant des densités électroniques et températures différentes. L'une est plus près du centre de la galaxie, soit la BLR (Broad Lines Region), et l'autre, la NLR (Narrow-Line Region
), est plus éloignée.
Les galaxies de Seyfert sont en très grande majorité de forme spirale. Comme mentionné plus haut, le noyau est extrêmement brillant, soit entre 108 et 1011 fois la luminosité du Soleil. Les analyses du spectre lumineux de ces galaxies montrent une faible proportion des longueurs d'onde émise sous forme d'ondes radio et une moyenne et forte proportion d'émission sous forme, respectivement, de rayons gamma et de rayons X. Les observations infrarouges exposent des raies spectrales d'hydrogène, d'hélium, d'azote et d'oxygène. Cela est probablement dû au fait que les galaxies de Seyfert possèderaient une importante quantité de jeunes étoiles encore entourées de beaucoup de poussière, ce qui intercepte les longueurs d'onde faisant partie du spectre visible.
Ces galaxies correspondraient à plus de 5 % de la population totale des galaxies de l'Univers.

## Classification
Les différents types de galaxies de Seyfert sont différenciés selon les caractéristiques des raies qu'elles émettent. Généralement, on observe deux types de raies : les raies permises et les raies interdites. Les raies permises sont larges et les raies interdites sont étroites. La différence entre ces deux types de raies réside dans les différences physiques du milieu qui les émet. Pour émettre une raie spectrale interdite, il faut un milieu avec une densité électronique très faible. Ces régions sont appelées NLR et sont situées loin du noyau de la galaxie. Quant à elles, les raies permises sont émises par des régions BLR, plus près du noyau et plus denses.
Les galaxies de Seyfert de type 1 émettent surtout des raies permises, comme celles de l'hydrogène. On y observe des raies interdites faibles, telles celle de l'oxygène doublement ionisé (OIII). Le spectre des raies permises produites dans le NLR d'une galaxie de Seyfert de type 1 se caractérise d'un continuum très bleu et large. Celles de type 2 se constituent principalement de raies interdites étroites.
Il est généralement possible de différencier les types de galaxies de Seyfert par les caractéristiques observables de leur noyau. Ainsi, le type 1 serait orienté de telle sorte que le noyau, ainsi que les jets de rayonnement perpendiculaires au disque d'accrétion, qu'il formerait un angle se situant entre 30 et 60 degrés par rapport à la terre. Le type 2, moins intense, ne permet d'observer la galaxie que sur le même axe que son disque d'accrétion, ce qui indiquerait une galaxie qui ne présente presque pas d'angle d'inclinaison par rapport à la Terre,.
Il existe aussi des galaxies intermédiaires se trouvant entre les types 1 et 2. Leur spectre de raie montre un pic central beaucoup plus étroit avec des ailes plus ou moins larges. Les types intermédiaires sont alors classés selon un ordre numérique fractionnaire en fonction de la largeur de leurs ailes, soit les galaxies de type 1.2, 1.5, 1.8 et 1.9. Plus le nombre est grand, plus les ailes sont larges et moins les galaxies présentes de fortes émissions dans les différentes longueurs d'onde.

## Liste
| numéro | Image | Nom               | numéro de catalogue | constellation         | découverte par   |
| ------ | ----- | ----------------- | --- | --------------------- | ---------------- |
| 1      |       | M106              | M 106 PGC 39600 2MASX J12185761+4718133 MCG+08-22-104 NGC 4258 UGC 7353                                                                               | Chiens de chasse      | Pierre Méchain   |
| 2      |       | M51               | NGC 5194 | Chiens de chasse      | Charles Messier  |
| 3      |       | M77               | M 77 PGC 10266 2MASX J02424077-0000478 MCG+00-07-083 NGC 1068 IRAS 02401-0013 UGC 2188 IRAS F02401-0013 AAVSO 0237-00                                 | Baleine               |                  |
| 4      |       | NGC 7314          | NGC 7314 IRAS F22330-2618 IRAS 22330-2618 PGC 69253 2MASX J22354623-2603008 ESO 533-53 ESO-LV 533-0530 MCG-04-53-018                                  | Poisson austral       |                  |
| 5      |       | NGC 1672          | NGC 1672 IRAS 04449-5920 IRAS F04449-5920 PGC 15941 ESO 118-43 2MASX J04454255-5914506 ESO-LV 118-0430                                                | Dorade                |                  |
| 6      |       | NGC 1275          | NGC 1275 PGC 12429 UGC 2669 2MASX J03194823+4130420 MCG+07-07-063 IRAS 03164+4119 IRAS F03164+4119 AAVSO 0313+41 QSO B0316+413                        | Persée                |                  |
| 7      |       | NGC 1566          | NGC 1566 | Dorade                |                  |
| 8      |       | Galaxie du Compas | | Compas                |                  |
| 9      |       | NGC 1808          | NGC 1808 IRAS F05059-3734 PGC 16779 2MASX J05074234-3730469 ESO 305-8 MCG-06-12-005 IRAS 0505-375P01 IRAS 05059-3734 ESO-LV 305-0080                  | Colombe               |                  |
| 10     |       | NGC 1058          | NGC 1058 IRAS 02403+3707 PGC 10314 UGC 2193 2MASX J02433005+3720283 MCG+06-07-001 AAVSO 0237+36                                                       | Persée                | William Herschel |
| 11     |       | NGC 4395          | NGC 4395 UGC 7524 PGC 40596 2MASX J12254892+3332482 MCG+06-27-053                                                                                     | Chiens de chasse      |                  |
| 12     |       | NGC 4151          | NGC 4151 IRAS S12079+3941 IRAS S12080+3940 IRAS Z12080+3940 KPG 324b PGC 38739 UGC 7166 2MASS J12103258+3924210 2MASX J12103265+3924207 MCG+07-25-044 | Chiens de chasse      |                  |
| 13     |       | NGC 4725          | NGC 4725 IRAS 12480+2547 PGC 43451 UGC 7989 2MASX J12502661+2530027 MCG+04-30-022                                                                     | Chevelure de Bérénice |                  |
| 14     |       | NGC 1386          | NGC 1386 IRAS F03348-3609 IRAS 03348-3609 PGC 13333 ESO 358-35 2MASX J03364623-3559573 MCG-06-09-005 GSC 07034-01204                                  | Éridan                |                  |
| 15     |       | 3C 61.1 (en)      | 3C 61.1 QSO B0210+860 PGC 2832137 | Céphée                |                  |
| 16     |       | 3C 47 (en)        | 3C 47 3C 47.0 4C 20.07 PGC 2817500 2MASS J01362442+2057275 QSO B0133+2042 QSO B0133+20 QSO B0133+207                                                  | Poissons              |                  |
| 17     |       | NGC 262           | NGC 262 PGC 2855 2MASX J00484711+3157249 MCG+05-03-008 UGC 499 IRAS 00461+3141 IRAS F00460+3141                                                       | Andromède             |                  |
| 18     |       | NGC 788           | | Baleine               |                  |
| 19     |       | NGC 2655          | NGC 2655 2MASX J08553773+7813230 MCG+13-07-010 IRAS 08491+7824 UGC 4637 IRAS F08491+7824 PGC 25069                                                    | Girafe                |                  |
| 20     |       | NGC 2685          | NGC 2685 2MASX J08553474+5844038 MCG+10-13-039 UGC 4666 IRAS F08516+5855 IRAS 08517+5855 PGC 25065                                                    | Grande Ourse          |                  |
| 21     |       | NGC 2768          | NGC 2768 MCG+10-13-065 UGC 4821 IRAS F09077+6014 PGC 25915 2MASX J09113750+6002139                                                                    | Grande Ourse          |                  |
| 22     |       | NGC 3227          | NGC 3227 PGC 30445 UGC 5620 2MASS J10233057+1951542 2MASX J10233060+1951538 MCG+03-27-016 IRAS 10207+2007 IRAS 1020+201P15 IRAS F10207+2007 KPG 234b  | Lion                  |                  |
| 23     |       | NGC 3393          | NGC 3393 PGC 32300 2MASX J10482346-2509433 MCG-04-26-011 ESO 501-100 IRAS 10459-2453 IRAS F10459-2453                                                 | Hydre                 |                  |
| 24     |       | NGC 3516          | NGC 3516 MCG+12-11-009 UGC 6153 IRAS 11033+7250 IRAS F11034+7250 PGC 33623 2MASX J11064749+7234066                                                    | Grande Ourse          |                  |
| 25     |       | NGC 4138          | NGC 4138 PGC 38643 2MASX J12092978+4341071 UGC 7139 MCG+07-25-035                                                                                     | Chiens de chasse      |                  |
| 26     |       | NGC 4593          | NGC 4593 IRAS 12370-0504 PGC 42375 2MASS J12393945-0520390 2MASX J12393949-0520391 MCG-01-32-032 IRAS F12370-0504                                     | Vierge                |                  |
| 27     |       | NGC 4698          | NGC 4698 PGC 43254 2MASX J12482293+0829140 MCG+02-33-024 UGC 7970 IRAS 12458+0845 IRAS F12458+0845                                                    | Vierge                |                  |
| 28     |       | NGC 5548          | NGC 5548 PGC 51074 2MASX J14175951+2508124 MCG+04-34-013 UGC 9149 IRAS 14156+2522 IRAS F14157+2522                                                    | Bouvier               |                  |
| 29     |       | NGC 5929          | NGC 5929 UGC 9851 IRAS F15243+4150 IRAS 15243+4150 KPG 466b PGC 55076 MCG+07-32-006                                                                   | Bouvier               |                  |
| 30     |       | NGC 6251          | NGC 6251 PGC 58472 UGC 10501 2MASS J16323197+8232165 2MASX J16323175+8232165 MCG+14-08-010 QSO B1637+826 NPM1G+82.0085                                | Petite Ourse          |                  |
| 31     |       | NGC 6300          | 6300 | Autel                 |                  |
| 32     |       | Markarian 231     | IRAS F12540+5708 IRAS 12540+5708 UGC 8058 PGC 44117 2MASX J12561432+5652244 MCG+10-19-004 QSO B1254+571                                               | Grande Ourse          |                  |
| 33     |       | 3C 305 (en)       | IC 1065 PGC 52924 2MASX J14492161+6316142 MCG+11-18-008 UGC 9553 IRAS F14483+6328 3C 305.0 3C 305 4C 63.21 QSO B1448+634 QSO B1448+6328               | Dragon                |                  |
| 34     |       | 3C 171 (en)       | 3C 171.0 QSO B0651+542 3C 171 4C 54.11 PGC 2817570 | Lynx                  |                  |
| 35     |       | 3C 215 (en)       | PGC 2817602 2MASS J09063186+1646119 3C 215 3C 215.0 4C 16.26 QSO B0903+169 QSO B0903+16 QSO B0903+1658                                                | Cancer                |                  |
| 36     |       | 3C 249.1 (en)     | PGC 2821945 QSO B1100+772 2MASS J11041384+7658581 3C 249.1 4C 77.09 QSO J1104+7658 QSO B1100+773 QSO B1100+7715                                       | Dragon                |                  |
| 37     |       | 3C 438 (en)       | 2MASX J21555232+3800285 PGC 2817736 3C 438 QSO B2153+377 3C 438.0 4C 37.63                                                                            | Cygne                 |                  |
| 38     |       | 3C 109 (en)       | 3C 109 3C 109.0 4C 11.18 QSO B0410+1104 QSO B0410+110 PGC 2817533                                                                                     | Taureau               |                  |
| 39     |       | 3C 219 (en)       | PGC 2817605 2MASX J09210862+4538575 3C 219 3C 219.0 4C 45.19 QSO B0917+458                                                                            | Grande Ourse          |                  |
| 40     |       | 3C 223 (en)       | PGC 27575 2MASX J09395280+3553588 3C 223.0 3C 223 4C 36.16 QSO B0936+361                                                                              | Petit Lion            |                  |
| 41     |       | 3C 303 (en)       | 2MASX J14430282+5201368 3C 303.0 3C 303 QSO B1441+5214                                                                                                | Bouvier               |                  |
| 42     |       | 3C 452 (en)       | PGC 69671 2MASX J22454878+3941153 3C 452 QSO B2243+394 3C 452.0 4C 39.71                                                                              | Lézard                |                  |
| 43     |       | 3C 79 (en)        | 3C 79.0 3C 79 4C 16.07 PGC 1524618 2MASX J03100013+1705581 QSO B0307+169                                                                              | Bélier                |                  |
| 44     |       | 3C 433 (en)       | 2MASX J21234458+2504272 PGC 66688 3C 433.0 QSO B2121+248 3C 433 4C 24.54                                                                              | Petit Renard          |                  |